# University of the Highlands and Islands
Die University of the Highlands and Islands ist am 2. Februar 2011 aus dem UHI Millennium Institute (UHI) hervorgegangen, einem Zusammenschluss von 13 Colleges und Forschungseinrichtungen im Gebiet Highlands and Islands von Schottland.

## Geschichte
Im April 2001 hatte das Schottische Parlament dem damaligen UHI Hochschulstatus verliehen, und dieses bot danach Ausbildungsgänge auf Universitätsniveau an.
Viele der 13 Fakultäten und Forschungseinrichtungen der Universität haben eine längere Geschichte, die älteste Forschungseinrichtung The Scottish Association for Marine Science wurde bereits 1884 gegründet.

## Organisation
Folgende Fakultäten und Forschungseinrichtungen sind in der UHI zusammengeschlossen:
- Argyll College (gegründet: 1997)[7]
- Highland Theological College (gegründet: 1974)[8]
- Inverness College (gegründet: 1960)[9]
- Lews Castle College (gegründet: 1953)[10]
- Moray College (gegründet: 1971)[11]
- NAFC Marine Centre (gegründet: 1988)[12]
- North Highland College (gegründet: 1951)[13]
- Orkney College (gegründet: 1995)[14]
- Perth College (gegründet: 1961)[15]
- Sabhal Mòr Ostaig (gegründet: 1973)[16]
- SAMS  (Scottish Association for Marine Science) (gegründet: 1884)[17]
- Shetland College (gegründet: 1970)[18]
- West Highland College (gegründet: 2010)[19]

Die Fakultäten und Forschungseinrichtungen verteilen sich auf 50 Lernzentren in den Highlands, auf den Inseln sowie Moray und Perthshire.

## Studierende
Im Studienjahr 2019/2020 waren von den 9.905 Studierenden der Universität 6.135 weiblich und 3.740 männlich. 8.670 arbeiteten auf ihren ersten Hochschulabschluss hin, sie waren also undergraduates. 1.235 strebten einen weiteren Abschluss an. 9.290 kamen aus Schottland, 230 aus England, 20 aus Wales und 255 aus der EU.
Zusätzlich nutzten 31.533 Personen das Weiterbildungsangebot der Universität, davon 27.468 in Teilzeit und 4.065 in Vollzeit.